# Sivantos
 (juin 2016).
Sivantos anciennement Siemens Audiologie est une entreprise sur le marché des solutions auditives. 

## Histoire
Le groupe Sivantos trouve ses racines en 1878, année durant laquelle Werner von Siemens développe une version améliorée de récepteur téléphonique permettant à des malentendants de suivre des conversations plus facilement.
Sivantos commercialise notamment la première aide auditive bénéficiant de la technologie sans fil[réf. nécessaire]. En 2012, l’équipe de chercheurs de Siemens Audiologie et l’université Carl von Ossietzky d'Oldenbourg ont remporté le prix allemand de l'avenir (Deutscher Zukunftspreis) pour avoir développé le système d’écoute binaurale qui permet aux aides auditives de communiquer entre elles, et ce sans fil. 
Une autre innovation proposée permet aux utilisateurs d’aides auditives une meilleure compréhension de la parole, dans des situations sonores complexes telles qu’une cocktail party.
En 2015, Siemens sort du capital de Sivantos, en vendant sa participation au fonds d’investissement EQT et à la famille d’entrepreneurs allemands Strüngmann[source insuffisante].
En mai 2018, Sivantos et Widex annoncent la fusion de leur activité, créant un nouvel ensemble avec un chiffre d'affaires de 1,6 milliard d'euros et 10 000 employés.